# Nuklearna elektrana Paks
Nuklearna elektrana Paks (mađ. Paksi Atomerőmű) je nuklearna elektrana smještena na Dunavu, 5 kilometara od mjesta Paks (Mađarska), oko 75 kilometara od sjeverne hrvatske granice. Beli Manastir udaljen je oko 90, a Osijek oko 120 kilometara zračne linije. Nuklearna elektrana Paks ima 4 nuklearna reaktora, pa zadovoljava oko 43% potrošnje električne struje u Mađarskoj. Građena je po sovjetskoj tehnologiji (tlačni reaktori sovjetskog dizajna ili VVER reaktori), a reaktori su puštani u rad između 1982. i 1987. Ranije planiran životni vijek od tridesetak godina bi mogao biti produljen sve do 2030. Planirano je i njezino proširenje, ali bi tu, procjenjuju analitičari, nakon nesreće u Japanu moglo biti snažnih otpora. No, vjeruju da će se ti planovi zbog ekonomskih razloga ipak ostvariti u budućnosti.

## Tehnički podaci
Tlačni reaktori ili reaktori s vodom po tlakom (eng. Pressurized Water Reactor - PWR), nalazi se u većini zapadnih nuklearnih elektrana. Oni su podvrsta lakovodnih reaktora ili reaktora s hlađenjem običnom vodom (eng. Light Water Reactor – LWR); druga vrsta je kipući reaktor ili reaktor s kipućom vodom (eng. Boiling Water Reactors – BWR). U reaktoru s vodom pod tlakom (tlačni reaktor PWR), rashladna voda se pod velikim tlakom pumpa u jezgru reaktora. Tada zagrijana voda prenosi toplinsku energiju u generator pare. Suprotno kipućem reaktoru, tlak u primarnom rashladnom krugu sprječava kipljenje vode u nuklearnom reaktoru. Svi lakovodni reaktori (LWR) koriste običnu demineraliziranu vodu kao rashladno sredstvo i neutronski moderator (usporivač neutrona).
U nuklearnoj elektrani Paks se nalaze 4 reaktora koja su građena u bivšem Sovjetskom Savezu, kao serija tlačnih reaktora s oznakom VVER reaktori (rus. vodo-vodnoj energetičeskij), sa snagama od 4 x 500 MW. Kao nuklearno gorivo se koristi malo obogaćeni uranijev dioksid (UO2), u svakom reaktoru ga ima oko 42 tone i treba oko 3 godine dok se potroši (“izgori”). Danas je u pogonu oko 50 reaktora ovakvog ruskog tipa. Sadašnje odlagalište za nuklearni otpad nalazi se u sklopu nuklearke Paks, a produljenje rada reaktora neće zahtijevati izgradnju novih deponija.
Tlačni reaktor PWR najrašireniji je tip nuklearnih reaktora II. generacije, koja započinje gradnju 1977. Više od polovine nuklearnih elektrana koje su još u pogonu imaju tlačni reaktor, a kao gorivo koriste obogaćeni uranij. Rashladna voda (primarni rashladni krug) u reaktorskoj posudi pod većim je tlakom od zasićenoga parnoga tlaka pri najvišoj radnoj temperaturi. Stoga se reaktorsko hladilo u reaktorskoj posudi ne može pretvoriti u paru. Do pretvaranja vode u paru dolazi tek u parnom generatoru (sekundarni rashladni krug), gdje je velik broj tankih cijevi. Snažne primarne pumpe tjeraju kroz njih rashladni medij, a on svoju
toplinu šalje sekundarnom rashladnom mediju, koji kruži oko cijevi parnog generatora. Zbog zagrijavanja sekundarni se rashladni medij prevara u paru. Ta para pokreće parnu turbinu, a nakon završetka rada kondenzira se u kondenzatoru i potom se vraća u parni generator.
Kod tlačnih reaktora primarni i sekundarni rashladni krug su odvojeni. U ovog tipa reaktora rashladni medij, koji je istovremeno i moderator, nalazi se pod visokim tlakom od približno 155 bara, što omogućava njegovu visoku radnu temperaturu bez promjene agregatnog stanja. Par stotina tlačnih reaktora razvijeno je i koristi se u vojne svrhe, primjerice u nosača zrakoplova, nuklearnih podmornica i ledolomaca. Tlačni reaktor prvotno je razvijen u Oak Ridge National Laboratoryju (SAD) za pogon nuklearnih podmornica.  Dakle, tlačni reaktori najrašireniji su tip reaktora u svijetu; njih više od 230 se koristi za proizvodnju električne energije, a nekoliko stotina za pogon nuklearnih podmornica, u koju svrhu su izvorno i bili dizajnirani. Hrvatskoslovenska nuklearna elektrana Krško, također je tipa tlačnog reaktora PWR.
| Nuklearni reaktor | Vrsta         | Nominalni kapacitet | Maksimalni kapacitet | Gradnja počela     | Ukapčanje u elektroener. sustav | Očekivano gašenje |
| ----------------- | ------------- | ------------------- | -------------------- | ------------------ | ------------------------------- | ----------------- |
| PAKS-1            | VVER-440/V213 | 437 MW              | 500 MW               | 1. kolovoza 1974.  | 28. prosinca 1982.              | 2032.             |
| PAKS-2            | VVER-440/V213 | 441 MW              | 500 MW               | 1. kolovoza 1974.  | 6. rujna 1984.                  | 2034.             |
| PAKS-3            | VVER-440/V213 | 433 MW              | 500 MW               | 1. listopada 1979. | 28. rujna 1986.                 | 2036.             |
| PAKS-4            | VVER-440/V213 | 444 MW              | 500 MW               | 1. listopada 1979. | 16. kolovoza 1987.              | 2037.             |
| PAKS-5            | VVER-1000     | 950 MW              | 1000 MW              | 2014. (planirano)  | 2020. (planirano)               | -                 |
| PAKS-6            | VVER-1000     | 950 MW              | 1000 MW              | 2014 (planirano)   | 2025 (planirano)                | -                 |

## Nezgode u nuklearnoj elektrani Paks

### Ozbiljna nezgoda 2003.
U nuklearnoj elektrani Paks se u četvrtak, 10. travnja 2003. dogodila ozbiljna nezgoda – treća razina INES ljestvice. Pogon nuklearnog reaktora br. 2 u NE Paks zaustavljen je desetak dana prije nezgode (subota, 29. ožujka 2003.), radi redovitog godišnjeg remonta (održavanje). Nuklearni gorivni elementi izmješteni su iz reaktora u bazen za hlađenje goriva. Pristupilo se postupku čišćenja gorivnih elemenata od površinskih naslaga sa svrhom učinkovitijeg iskorištenja goriva u nastavku pogona. Tijekom čišćenja šeste šarže od 30 gorivnih elemenata (1/10 reaktora), koje se obavljalo u četvrtak, 10. travnja, monitoring sustav ugrađen u reaktorskoj dvorani reaktora br. 2, registrirao je tijekom kasnog popodneva prisutnost inertnih radioaktivnih plinova. Radioaktivni plinovi dospjeli su u reaktorsku dvoranu iz sustava za čišćenje gorivnih elemenata, koji nije bio propisno zatvoren. Stanovita količina inertnih plinova kontrolirano je, kroz ventilacijski sustav ispuštena u okoliš nuklearne elektrane. Od 9 automatskih radioloških mjernih postaja koje se nalaze u polumjeru 1,5 km od NE Paks, samo je jedna registrirala kratkotrajno povećanje brzine doze od 260 mSv/h (prosječno mjerena vrijednost brzine doze u okolini NE Paks iznosi oko 100 mSv/h; alarmna vrijednost iznosi 500 mSv/h). Radiološki timovi iz Austrije (Global 2000 environmental organization) su u srijedu, 16. travnja obavili nezavisna mjerenja koja su potvrdila as u radiološki uvjeti u okolini NE Paks na razini pozadinskog zračenja. Stoga je HAEA (Mađarsko regulatorno tijelo za atomsku energiju) zajedno s direktorom za sigurnost u NE Paks zaključila kako nije potrebno poduzimati mjere zaštite za okolno naseljeno stanovništvo.
HAEA je temeljem informacija i podataka iz NE Paks, te raspoložive dokumentacije odlučila ukinuti dozvolu za rad sustava za čišćenje gorivnih elemenata. Ona je također stvorila stručno povjerenstvo čija se zadaća sastojala u tome da istraži cijeli slučaj i provede kontrolu daljnjih radova na reaktoru br. 2. Usporedno s time pristupilo se inspekciji sustava za čišćenje gorivnih elemenata podvodnim kamerama. Pokazalo se da su oštećenja gorivnih elemenata znatno veća nego se to očekivalo. Veći broj gorivnih elemenata (ako ne i svih 30) mehanički je deformiran. Obloge gorivnih štapova su oštećene. Razlog oštećenjima je nedostatno hlađenje gorivnih elemenata za vrijeme postupka čišćenja.

### Nezgoda 2009.
4. svibnja 2009. detektor neutrona s vlastitim pogonom (engl. Self-Powered Neutron Detector - SPND) je pao, jer se nosač od čelične žice (čelik-čelo) slomio. Ovaj događaj je označen kao nezgoda – druga razina INES ljestvice. Cjelokupno osoblje je hitno preseljeno (evakuirano) s mjesta nezgode, i ni jedan član osoblja nije primio veću apsorbiranu dozu ionizirajućeg zračenja od dnevne dozvoljene ekvivalentne doze.